# Rauenstein (Berg)
Der Rauenstein ist ein Tafelberg in der Sächsischen Schweiz. Er ragt linkselbisch im Inneren der Elbschleife bei Rathen aus der Umgebung heraus. Der bis zu 303,7 m ü. NHN hohe Berg fällt nach Norden gegen das darunterliegende Elbtal ab. Der Rauenstein ist nahezu völlig bewaldet, verfügt aber über einige landschaftsdominierende Sandsteinwände. Die touristische Erschließung des Berges erfolgte ab 1884. Seit 1893 besteht auf dem Ostteil des Rauensteinplateaus eine Berggaststätte.

## Lage und Umgebung
An der Ostseite des Rauensteins liegt der Struppener Ortsteil Weißig. An der Nord- und Ostseite befinden sich verschiedene Klettergipfel, deren bekanntester, die 18 Meter hohe Nonne oder Nonnenstein, sich rund 200 Meter vor der Ostseite des Rauensteines befindet. Der Nonnenstein war im Mittelalter Sitz einer Burgwarte.

## Geschichte
Verschiedene Jahreszahlen und Einmeißelungen an den Felswänden weisen auf eine frühere Nutzung des Rauensteins hin. So taucht die Jahreszahl 1813 an verschiedenen Stellen auf und belegt, dass das zerklüftete Felsmassiv in der napoleonischen Zeit während der Befreiungskriege offenbar von den Bewohnern der umliegenden Dörfer als Zufluchtsort aufgesucht wurde. Am südwestlichen Aufstieg blieb die Jahreszahl 1754 als Einmeißelung erhalten.
Trotz der Nähe zu den Touristenorten Wehlen und Rathen erfolgte die touristische Erschließung des Rauensteins aufgrund der stark zerklüfteten Struktur vergleichsweise spät. Auf Initiative der Sektion Dresden des Gebirgsvereins für die sächsisch-böhmische Schweiz wurde 1885 der 1745 Meter lange Rauensteingratweg über den Kamm des von West nach Ost verlaufenden Felsmassivs angelegt. Dabei mussten drei größere Schluchten überbrückt bzw. durch Treppenanlagen überwunden werden. Die größte Schlucht war die Lehmannschlucht, benannt nach Oskar Lehmann, dem Initiator der Erschließung. Im unteren Teil der Schlucht waren sogar Sprengungen zur Wegeanlage notwendig. Die Gesamtherstellungskosten des Weges beliefen sich auf 603 Mark.
Ein Jahr nach Eröffnung des Weges wurde ab 1886 in der Kapphöhle (auch als Kappmeyer- oder Kammhöhle bezeichnet) auf dem Gipfelplateau an der Lehmannschlucht eine kleine Sommerwirtschaft mit Getränkeausschank eingerichtet. 1893 erfolgte dann die Errichtung der heute noch bestehenden Berggaststätte am südöstlichen Ende des Rauensteins.
Die hölzernen und sandsteinernen Steiganlagen des Rauensteingratweges wurden 1968 im Zuge einer Sanierung durch Metalltreppen und -leitern ersetzt.
Die Berggaststätte wurde 2006/2007 umfassend saniert. 2020 erfolgte der Erwerb des Rauenstein mit einem 3 Hektar großen Gelände durch den Dresdner Amateurbergsteiger Konrad Schmidt und zwei Freunden für eine halbe Million Euro.

## Geologie
Der Rauenstein ist etwa 600 Meter lang und etwa 200 Meter breit. Das langgestreckte Felsmassiv sitzt auf einem Sockel auf, der sich in einer Höhe von etwa 220 m ü. NHN befindet. Diese Sockelzone wird überwiegend von kleinbankigen Schichten der Stufe c und mehreren tonigen Zwischenschichten gebildet.
Das auf diesem Sockel mit einer Höhe von bis zu 80 Metern aufsitzende Felsmassiv wird von groß- und mittelbankigen Sandsteinschichten der Stufen c und d gebildet, die im Turon entstanden.
Im Allgemeinen ist der Sandstein am Rauenstein sehr weich und stark verwittert. Das Felsmassiv weist eine entsprechend zerklüftete Struktur auf. Die tief eingeschnittene Lehmannschlucht teilt das Felsmassiv, so dass in der älteren Literatur auch von „den Rauensteinen“ berichtet wird.
An der Südseite des westlichen Rauensteins befindet sich der als FND geschützte Pudelstein. Die Sandsteinfelsen sind hier mit kleinen kugelförmigen Brauneisensteinknollen übersät (Brauneisen-Inkrustationen). Allerdings ist nur die Außenschicht der Knollen aus Brauneisen aufgebaut, den Kern bildet heller Sandstein. Durch diesen Aufbau sind die Knollen vergleichsweise verwitterungsresistent und ragen deshalb aus dem umgebenden Sandstein heraus. Die Entstehung dieser Knollen ist nicht restlos geklärt. Sie entstanden möglicherweise als Eisenanreicherung in Folge eines in der Tiefe stecken gebliebenen basaltischen Eruptivgesteins.

## Kletterfelsen
Der Rauenstein ist Bestandteil des Klettergebietes Sächsische Schweiz (Teilgebiet der Steine) und verfügt über acht Klettergipfel, von denen die Nonne (Erstbesteigung 1888) der bekannteste ist. Die weiteren Kletterfelsen sind Rauensteinwächter, Rauensteinkopf, Rauensteinturm, Rauensteinspitze, Dreifreundestein, Khedive und Pudelstein.

## Aussicht
Der Rauenstein bietet von verschiedenen Stellen am Gratweg sowie von der Südostaussicht an der Berggaststätte eine umfassende Aussicht. In Richtung Süd-Südost dominieren die Tafelberge der linkselbischen Sächsischen Schweiz (Großer und Kleiner Bärenstein, Königstein, Pfaffenstein, Lilienstein) die Nahsicht. In Richtung Nord-Nordost dominiert das Basteimassiv mit den charakteristisch hell gefärbten Abbruchflächen der stillgelegten Sandsteinbrüche („Weiße Brüche“) das Blickfeld. Darüber markieren am Horizont der Hohburkersdorfer Rundblick und die Waitzdorfer Höhe den Übergang zu den Höhen der Lausitz (Lausitzer Verwerfung). In östlicher Richtung reicht der Blick über das Dorf Weißig zu den Bergen und Höhen der Hinteren Sächsischen Schweiz (u. a. Schrammsteine, Zirkelstein, Großer Winterberg) und der Böhmischen Schweiz mit dem markanten Růžovský vrch (Rosenberg). In westlicher Richtung rücken die Hochhäuser der Siedlung Pirna-Sonnenstein in das Blickfeld.

## Wege zum Gipfel
- Über den Rauenstein führt ein mit einem gelben Strich markierter Wanderweg von Königstein nach Stadt Wehlen. Der Weg ist Teil des 2006 eingerichteten Malerwegs, des Hauptwanderweges der Sächsischen Schweiz.
- Am Fuß des Südostfelsens des Rauensteins führt ein mit einem roten Strich markierter Wanderweg von Stadt Wehlen über die Bärensteine nach Kurort Rathen.
- Ein guter Ausgangspunkt für den Besuch des Berges sind die beiden Wanderparkplätze in Weißig. Von hier aus ist die Berggaststätte in etwa 30 Minuten erreichbar.

## Galerie

Historische Ansicht um 1910
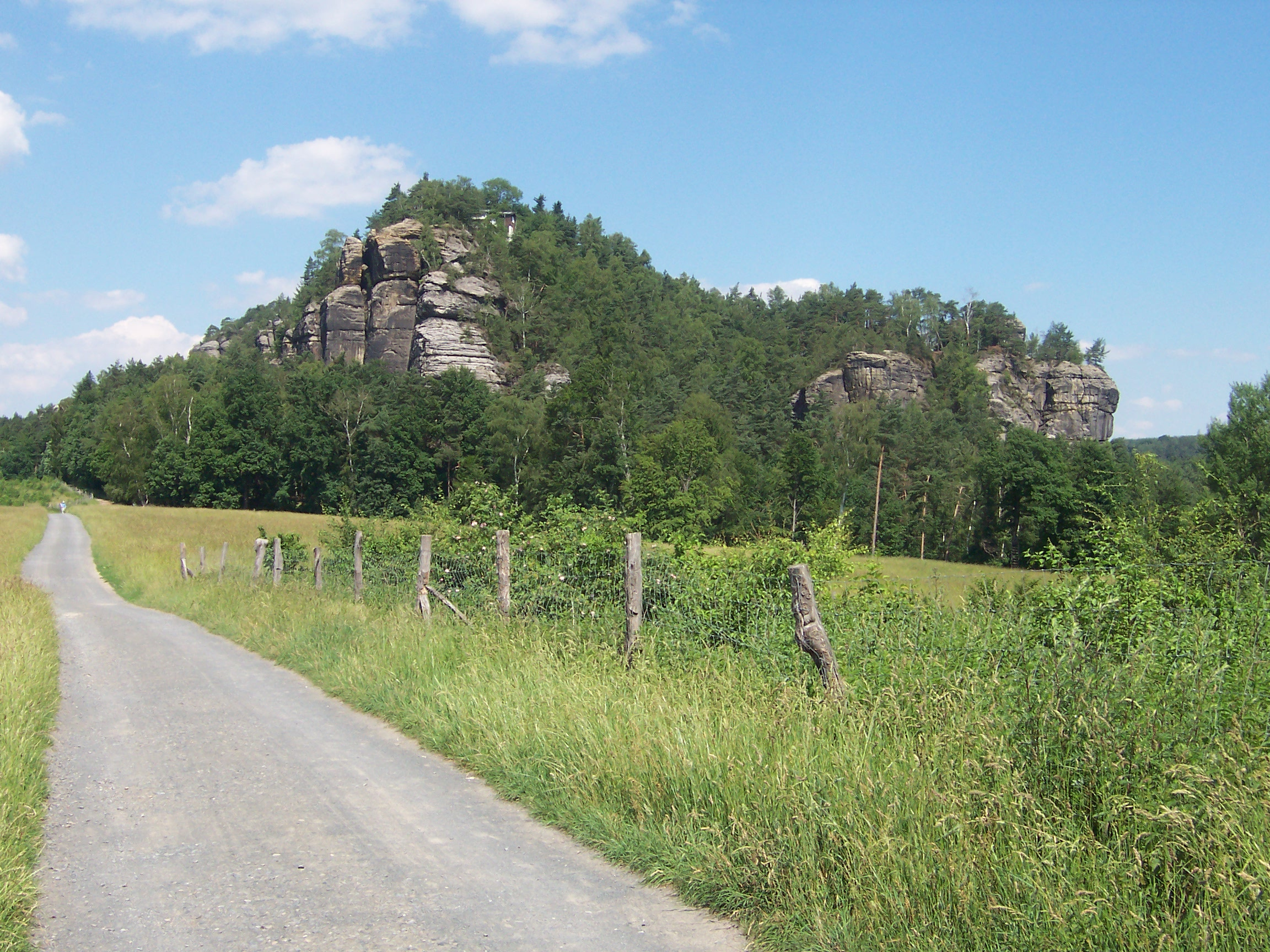
Der Rauenstein von Weißig aus gesehen
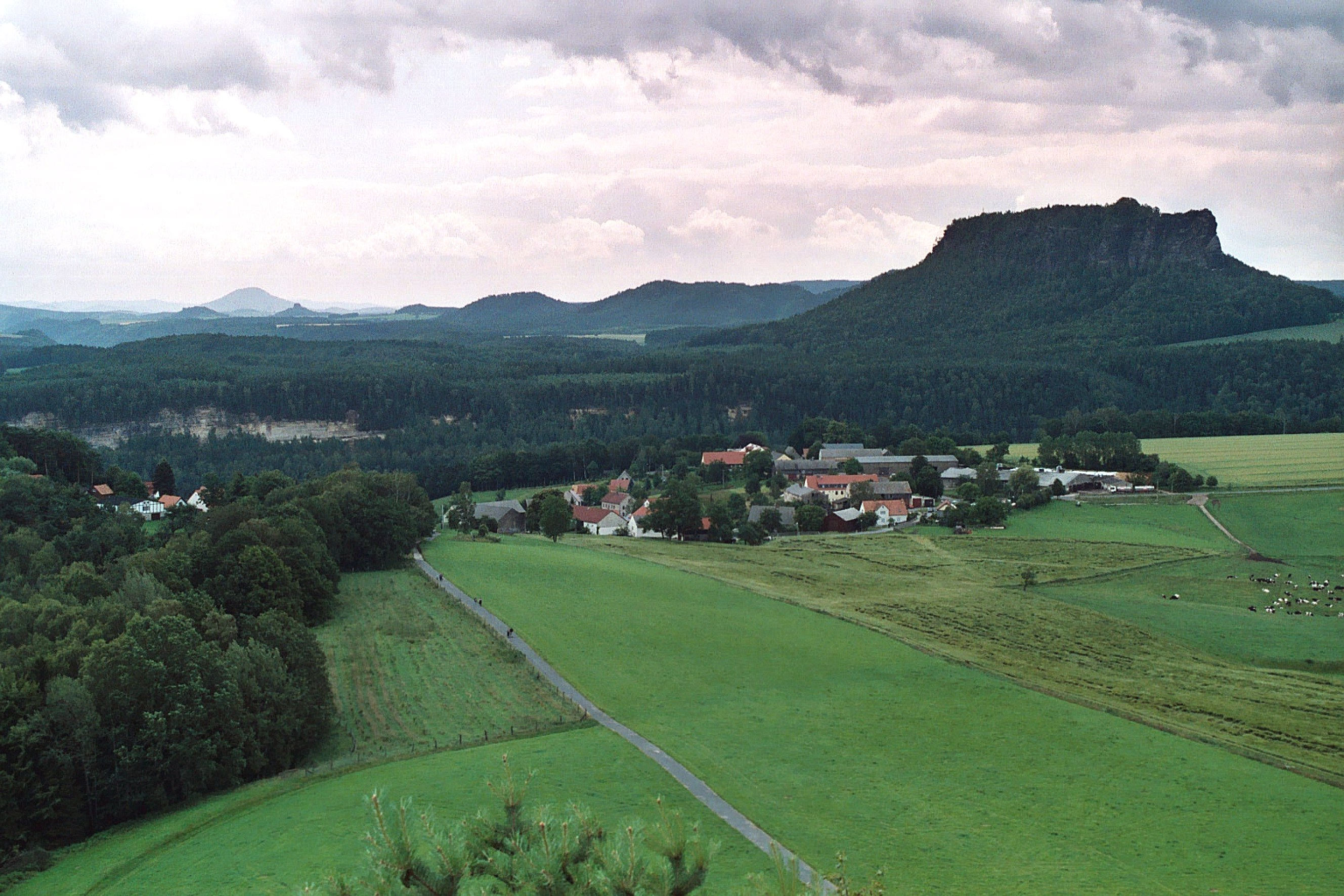
Aussicht vom Rauenstein (Berggaststätte) in Richtung Osten
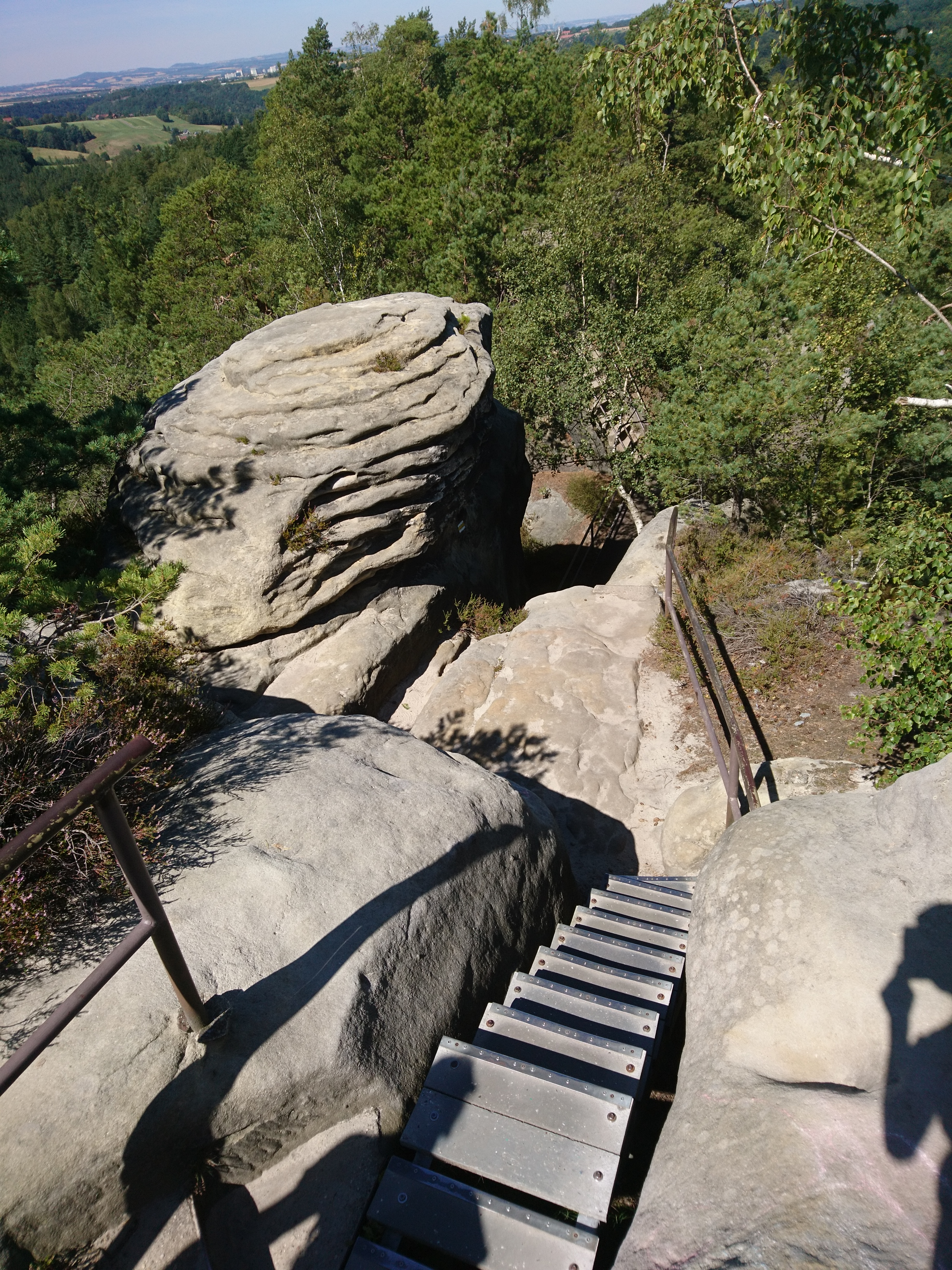
Rauensteingratweg
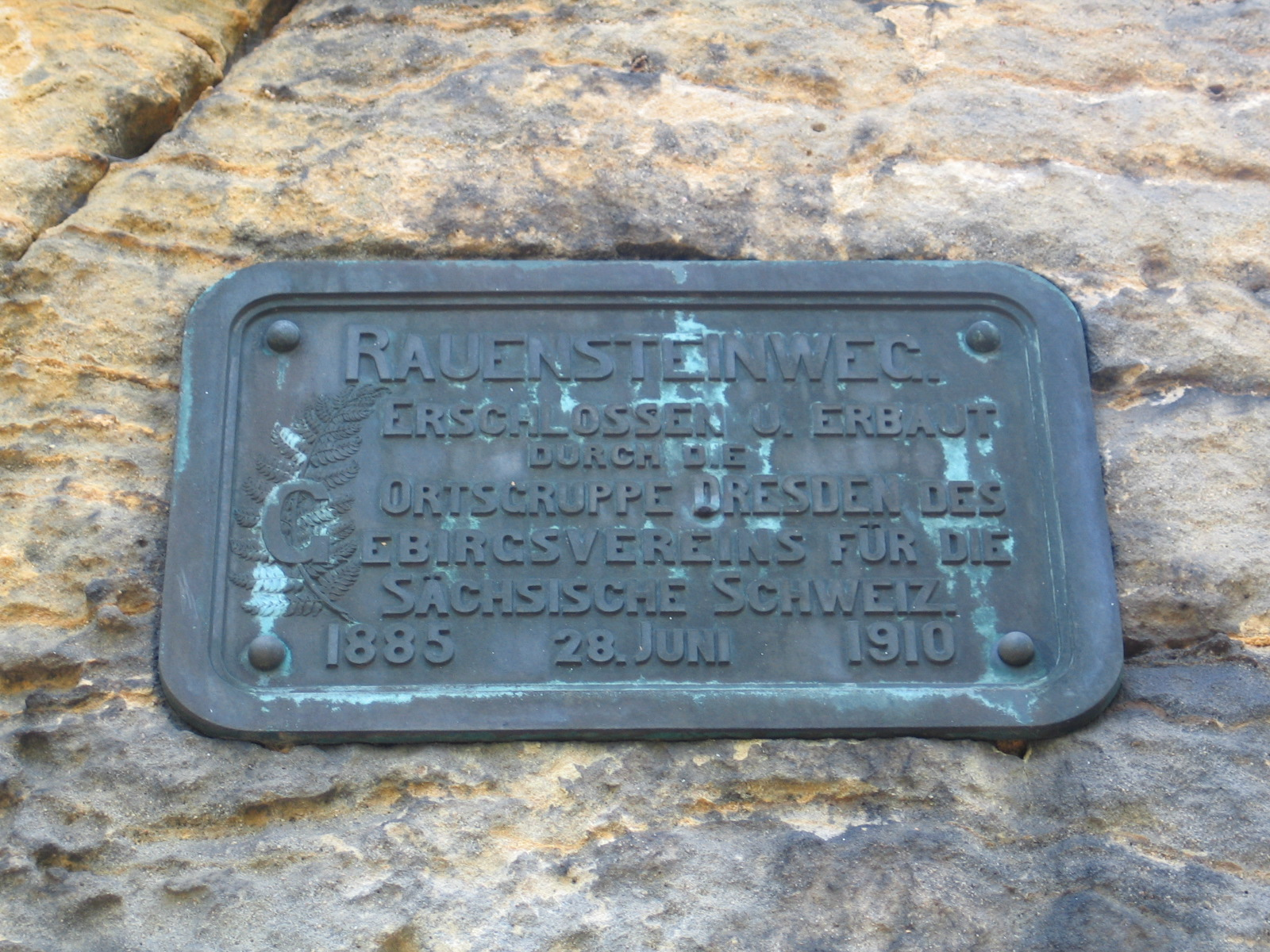
Schild zur Entstehung des Rauensteinwegs
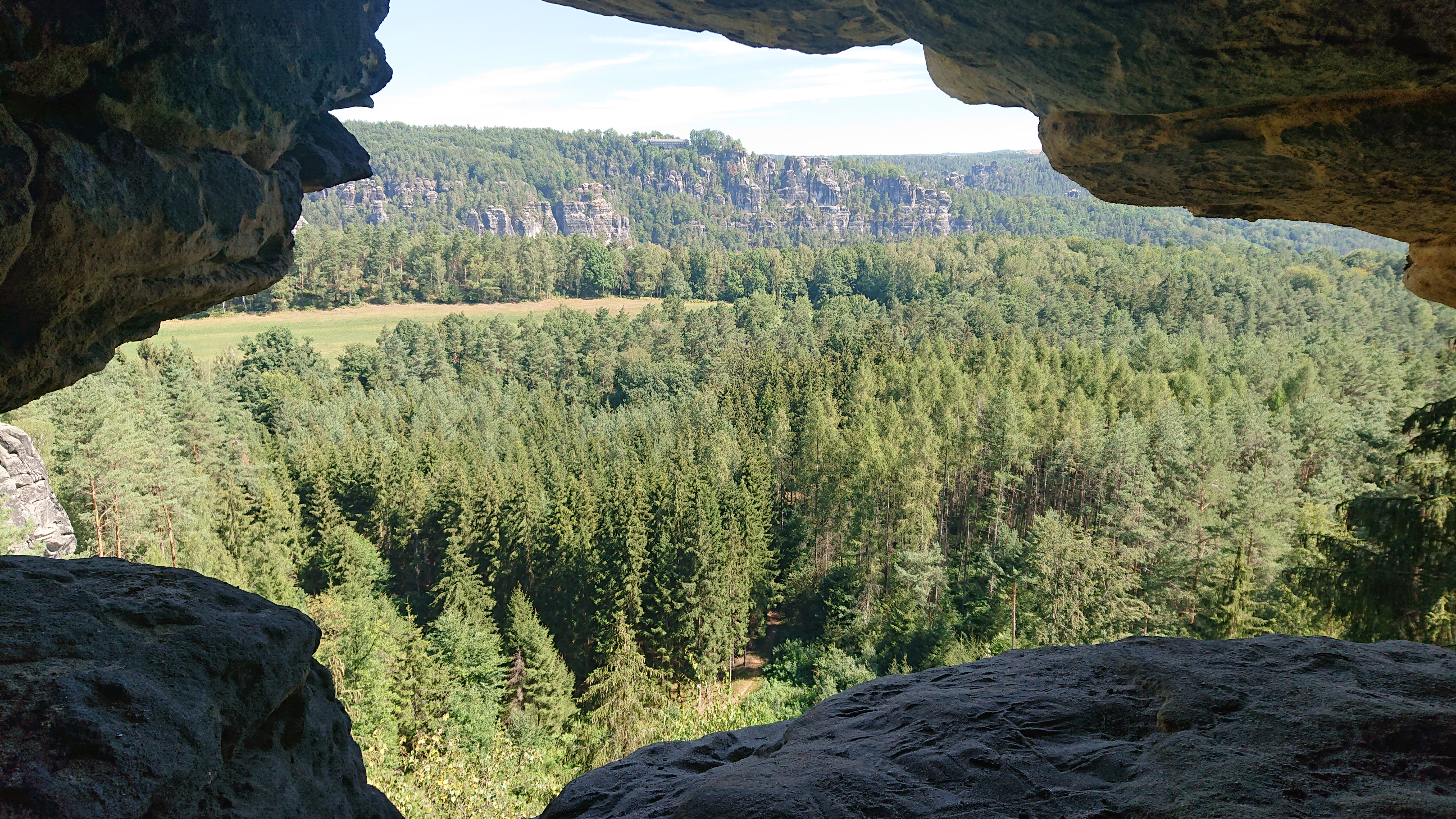
Blick von der Kapphöhle zum Basteimassiv
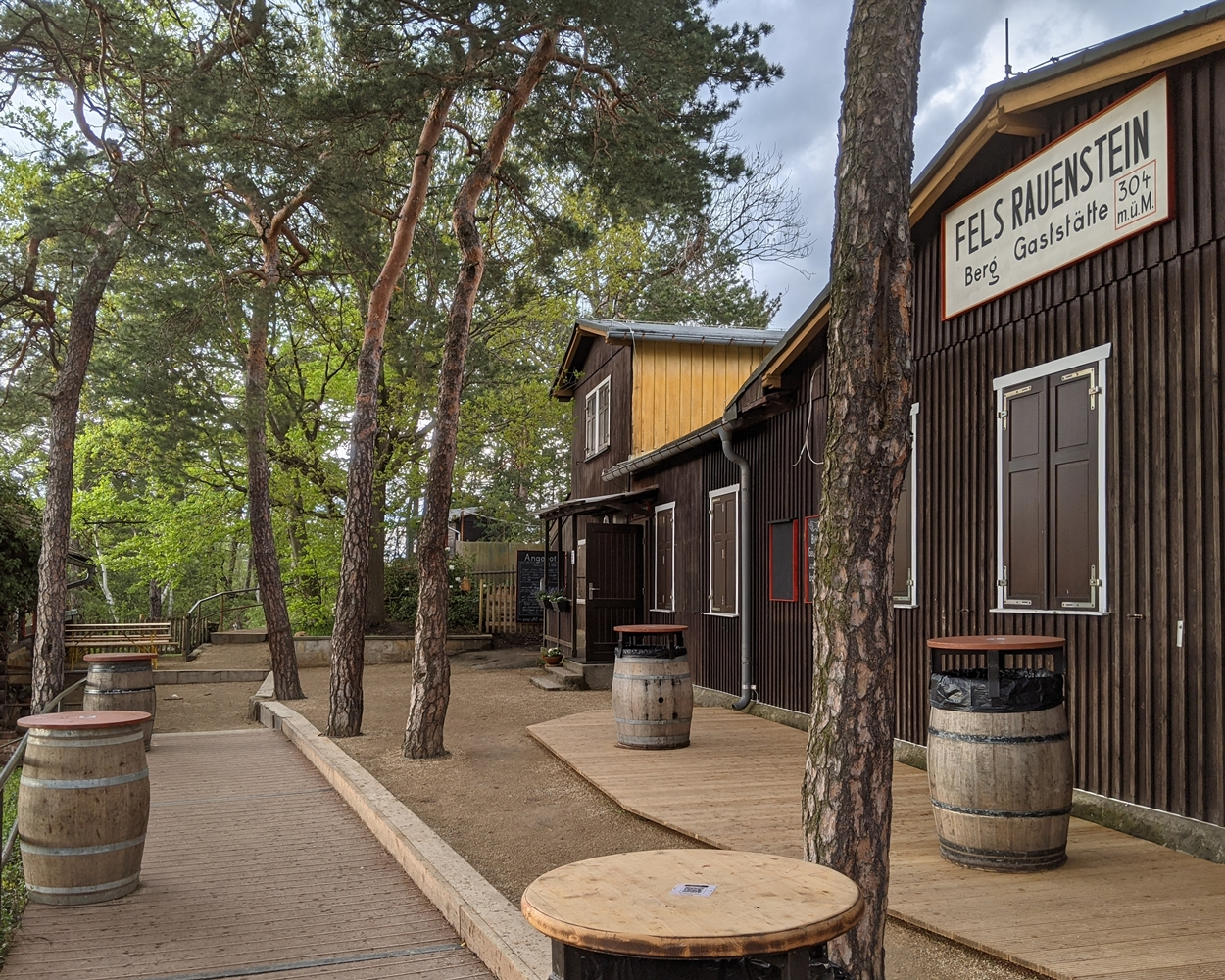
Berggaststätte
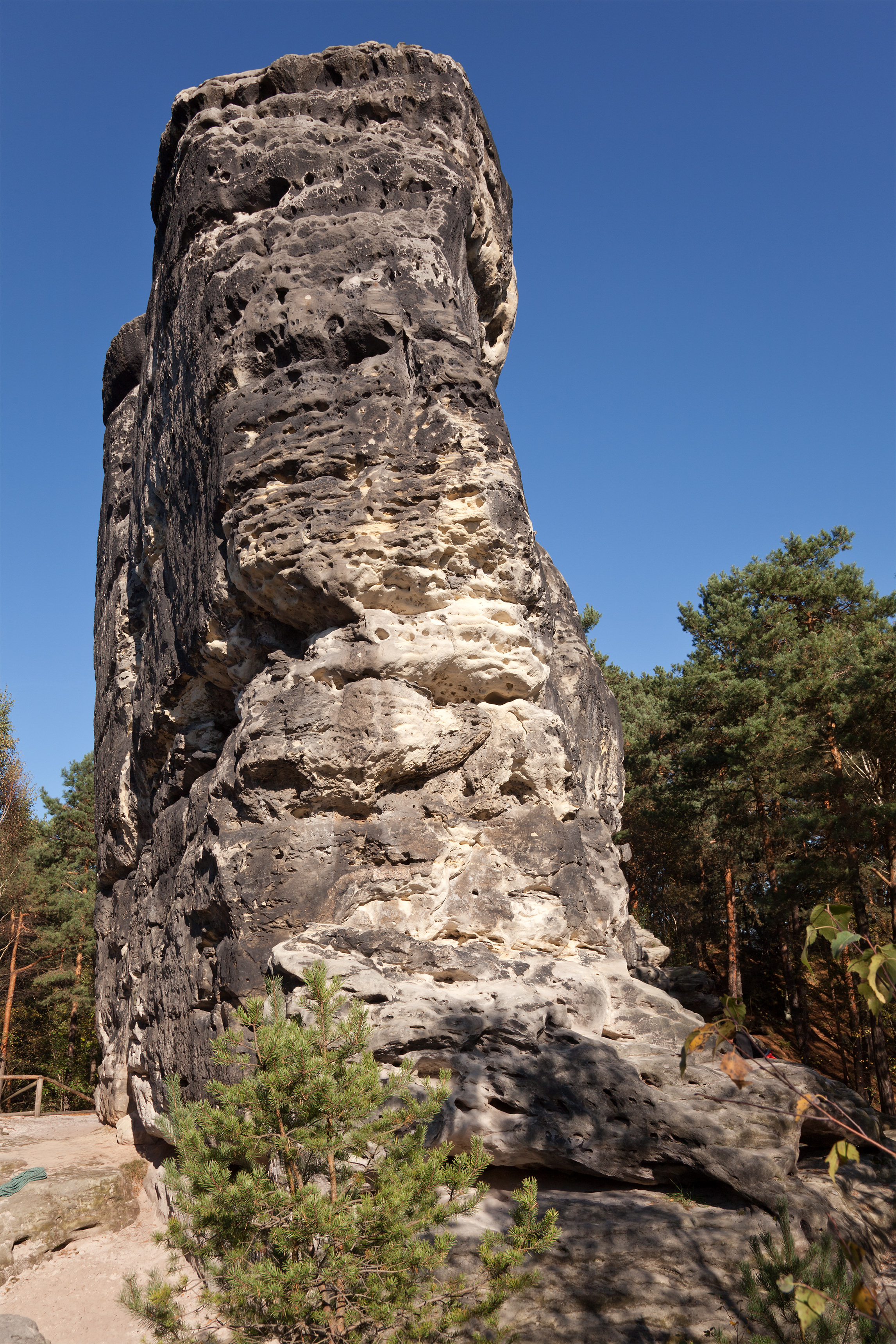
Kletterfelsen Nonne
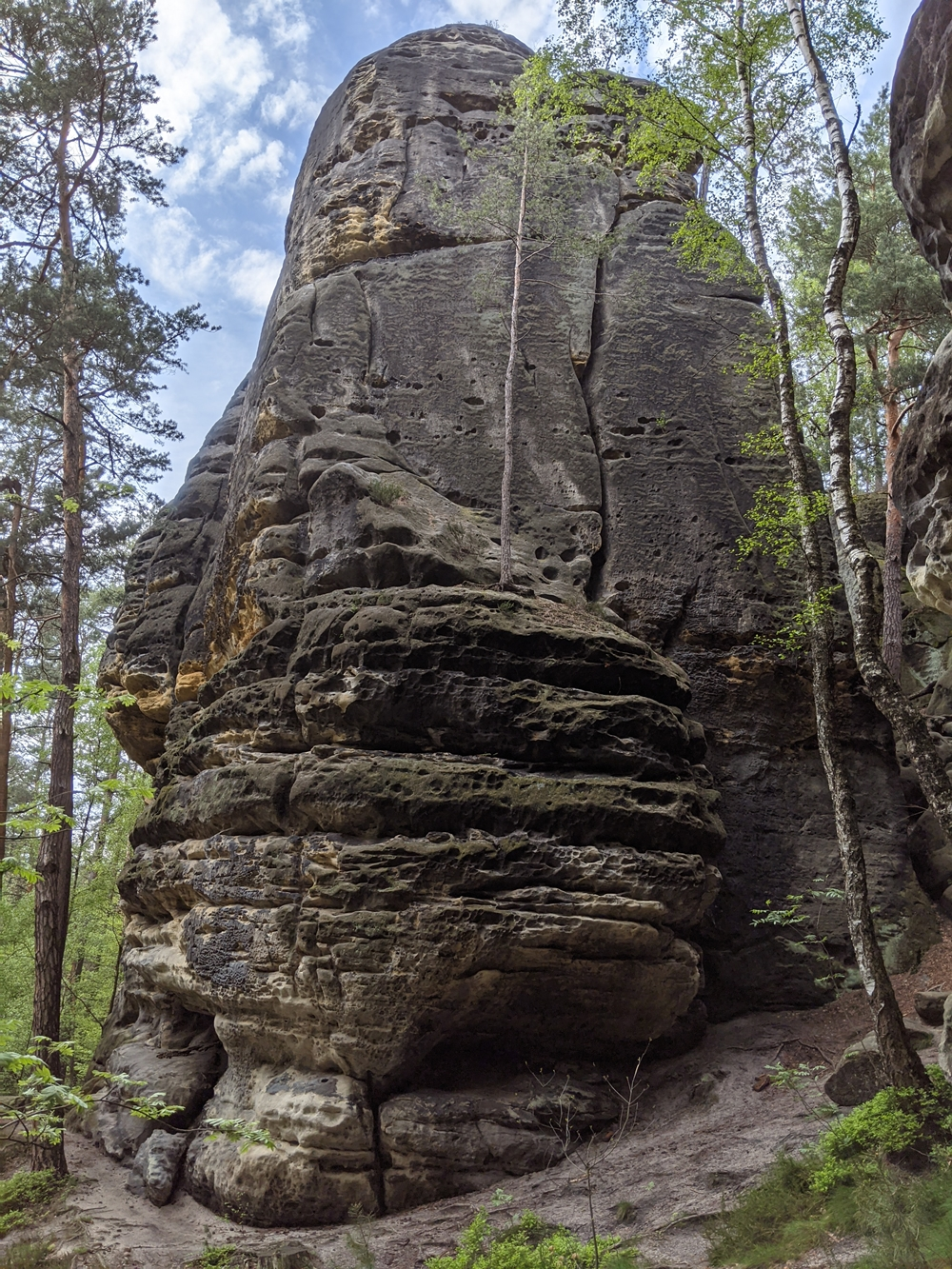
Kletterfelsen Dreifreundestein